# Kirgizisztán az 1996. évi nyári olimpiai játékokon
Kirgizisztán az egyesült államokbeli Atlantában megrendezett 1996. évi nyári olimpiai játékok egyik részt vevő nemzete volt. Az országot az olimpián 9 sportágban 33 sportoló képviselte, akik érmet nem szereztek. Kirgizisztán önállóan először vett részt a nyári olimpiai játékokon.

## Atlétika
Férfi
| Versenyző             | Versenyszám | Előfutam | Előfutam | Előfutam | Negyeddöntő | Negyeddöntő | Negyeddöntő | Elődöntő | Elődöntő | Elődöntő | Döntő   | Döntő    |
| Versenyző             | Versenyszám | Idő      | Hely.    | Össz.    | Idő         | Hely.       | Össz.       | Idő      | Hely.    | Össz.    | Idő     | Helyezés |
| --------------------- | ----------- | -------- | -------- | -------- | ----------- | ----------- | ----------- | -------- | -------- | -------- | ------- | -------- |
| Vlagyiszlav Csernobaj | 100 m       | 10,88    | 9.       | 87.      | kiesett     | kiesett     | kiesett     | kiesett  | kiesett  | kiesett  | kiesett | kiesett  |
| Borisz Kavesnyikov    | 800 m       | 1:48,88  | 5.       | 44.      |             |             |             | kiesett  | kiesett  | kiesett  | kiesett | kiesett  |
| Nazirgyin Alikbekov   | Maraton     |          |          |          |             |             |             |          |          |          | 2:23:59 | 63.      |
| Jevgenyij Sorohov     | 110 m gát   | 14,29    | 7.       | 54.*     | kiesett     | kiesett     | kiesett     | kiesett  | kiesett  | kiesett  | kiesett | kiesett  |

| Versenyző          | Versenyszám | Selejtező | Selejtező | Döntő    | Döntő    |
| Versenyző          | Versenyszám | Eredmény  | Helyezés  | Eredmény | Helyezés |
| ------------------ | ----------- | --------- | --------- | -------- | -------- |
| Makszim Szmetanyin | Hármasugrás | 15,90 m   | 37.       | kiesett  | kiesett  |

Női
| Versenyző       | Versenyszám | Eredmény | Helyezés |
| --------------- | ----------- | -------- | -------- |
| Irina Bogacseva | Maraton     | 2:35:44  | 21.      |

* - egy másik versenyzővel azonos eredményt ért el

## Birkózás
Kötöttfogású
| Versenyző           | Versenyszám | 32-es főtábla                     | Nyolcaddöntő                | Negyeddöntő       | Elődöntő          | Vigaszág 2. kör   | Vigaszág 3. kör           | Vigaszág 4. kör               | Vigaszág 5. kör   | Vigaszág 6. kör   | Bronz- mérkőzés                                       | Döntő             | Helyezés |
| Versenyző           | Versenyszám | Ellenfél Eredmény                 | Ellenfél Eredmény           | Ellenfél Eredmény | Ellenfél Eredmény | Ellenfél Eredmény | Ellenfél Eredmény         | Ellenfél Eredmény             | Ellenfél Eredmény | Ellenfél Eredmény | Ellenfél Eredmény                                     | Ellenfél Eredmény | Helyezés |
| ------------------- | ----------- | --------------------------------- | --------------------------- | ----------------- | ----------------- | ----------------- | ------------------------- | ----------------------------- | ----------------- | ----------------- | ----------------------------------------------------- | ----------------- | -------- |
| Raatbek Szanatbajev | 82 kg       | Aleksandar Jovančević (SCG) · 3–0 | Valerij Cilenyc (BLR) · 1–7 |                   |                   |                   | Dan Henderson (USA) · 3–2 | Daulet Turlihanov (KAZ) · 3–4 |                   |                   | A 7. helyért · Levon Gegamjan (ARM) · mérkőzés nélkül |                   | 8.       |

Szabadfogású
| Versenyző                 | Versenyszám | 32-es főtábla                              | Nyolcaddöntő           | Negyeddöntő       | Elődöntő               | Vigaszág 2. kör                     | Vigaszág 3. kör              | Vigaszág 4. kör                | Vigaszág 5. kör            | Vigaszág 6. kör             | Bronz- mérkőzés                                           | Döntő             | Helyezés |
| Versenyző                 | Versenyszám | Ellenfél Eredmény                          | Ellenfél Eredmény      | Ellenfél Eredmény | Ellenfél Eredmény      | Ellenfél Eredmény                   | Ellenfél Eredmény            | Ellenfél Eredmény              | Ellenfél Eredmény          | Ellenfél Eredmény           | Ellenfél Eredmény                                         | Ellenfél Eredmény | Helyezés |
| ------------------------- | ----------- | ------------------------------------------ | ---------------------- | ----------------- | ---------------------- | ----------------------------------- | ---------------------------- | ------------------------------ | -------------------------- | --------------------------- | --------------------------------------------------------- | ----------------- | -------- |
| Vlagyimir Torgovkin       | 48 kg       | Csong Szunvon (Jeong Sun-Won) (KOR) · 0–11 |                        |                   |                        | Isaac Jacob (NGR) · mérkőzés nélkül | kiesett                      | kiesett                        | kiesett                    | kiesett                     | kiesett                                                   |                   | 17.      |
| Konsztantyin Alekszandrov | 100 kg      | Milan Mazáč (SVK) · 2–1                    | Arvi Aavik (EST) · 1–0 | erőnyerő          | Kurt Angle (USA) · 1–4 |                                     |                              |                                |                            | Arawat Sabejew (GER) · 0–10 | Az 5. helyért · Marek Garmulewicz (POL) · mérkőzés nélkül |                   | 6.       |
| Alekszandr Kovalevszkij   | 130 kg      | Sven Thiele (GER) · 0–1                    |                        |                   |                        | Alfredo Far (PAN) · 4–0             | Ibrahim Mehraban (IRI) · 3–2 | Pétrosz Búrndulisz (GRE) · 7–1 | Merabi Valijev (UKR) · 3–1 | Andrej Sumilin (RUS) · 0–3  | Az 5. helyért · Sven Thiele (GER) · 3–1                   |                   | 5.       |

## Cselgáncs
Férfi
| Versenyző        | Versenyszám | Selejtező         | 32-es főtábla            | Nyolcaddöntő            | Negyeddöntő       | Elődöntő          | Vigaszág első kör         | Vigaszág negyeddöntő | Vigaszág elődöntő | Bronz- mérkőzés   | Döntő             | Helyezés |
| Versenyző        | Versenyszám | Ellenfél Eredmény | Ellenfél Eredmény        | Ellenfél Eredmény       | Ellenfél Eredmény | Ellenfél Eredmény | Ellenfél Eredmény         | Ellenfél Eredmény    | Ellenfél Eredmény | Ellenfél Eredmény | Ellenfél Eredmény | Helyezés |
| ---------------- | ----------- | ----------------- | ------------------------ | ----------------------- | ----------------- | ----------------- | ------------------------- | -------------------- | ----------------- | ----------------- | ----------------- | -------- |
| Vagyim Szergejev | Nehézsúly   | erőnyerő          | Khalifa Diouf (SEN) · GY | Liu Shenggang (CHN) · V |                   |                   | Alexandru Lungu (ROU) · V | kiesett              | kiesett           | kiesett           |                   | 13.      |

Női
| Versenyző        | Versenyszám | Selejtező               | Nyolcaddöntő      | Negyeddöntő       | Elődöntő          | Vigaszág első kör | Vigaszág negyeddöntő | Vigaszág elődöntő | Bronz- mérkőzés   | Döntő             | Helyezés |
| Versenyző        | Versenyszám | Ellenfél Eredmény       | Ellenfél Eredmény | Ellenfél Eredmény | Ellenfél Eredmény | Ellenfél Eredmény | Ellenfél Eredmény    | Ellenfél Eredmény | Ellenfél Eredmény | Ellenfél Eredmény | Helyezés |
| ---------------- | ----------- | ----------------------- | ----------------- | ----------------- | ----------------- | ----------------- | -------------------- | ----------------- | ----------------- | ----------------- | -------- |
| Natalja Kuligina | Légsúly     | Tamara Meijer (NED) · V | kiesett           | kiesett           | kiesett           |                   |                      |                   |                   |                   | 19.      |

## Kajak-kenu

### Síkvízi
Férfi
| Versenyző                         | Versenyszám         | Előfutam | Előfutam | Előfutam | Vigaszág | Vigaszág | Vigaszág | Elődöntő | Elődöntő | Elődöntő | Döntő   | Döntő    |
| Versenyző                         | Versenyszám         | Idő      | Hely.    | Össz.    | Idő      | Hely.    | Össz.    | Idő      | Hely.    | Össz.    | Idő     | Helyezés |
| --------------------------------- | ------------------- | -------- | -------- | -------- | -------- | -------- | -------- | -------- | -------- | -------- | ------- | -------- |
| Andrej Mitykovec Jurij Uljacsenko | Kajak kettes 500 m  | 1:43,722 | 8.       | 23.      | 1:44,324 | 6.       | 13.      | kiesett  | kiesett  | kiesett  | kiesett | kiesett  |
| Andrej Mitykovec Jurij Uljacsenko | Kajak kettes 1000 m | 4:08,916 | 7.       | 24.      | 3:44,200 | 7.       | 15.      | kiesett  | kiesett  | kiesett  | kiesett | kiesett  |

## Kerékpározás

### Pálya-kerékpározás
Pontversenyek
| Név              | Versenyszám       | Pont | Körhátrány | Helyezés |
| ---------------- | ----------------- | ---- | ---------- | -------- |
| Jevgenyij Vakker | Férfi pontverseny | 1    | -1         | 16.      |

## Ökölvívás
| Versenyző        | Versenyszám | Selejtező                          | Nyolcaddöntő                  | Negyeddöntő       | Elődöntő          | Döntő             | Helyezés |
| Versenyző        | Versenyszám | Ellenfél Eredmény                  | Ellenfél Eredmény             | Ellenfél Eredmény | Ellenfél Eredmény | Ellenfél Eredmény | Helyezés |
| ---------------- | ----------- | ---------------------------------- | ----------------------------- | ----------------- | ----------------- | ----------------- | -------- |
| Szergej Kopenkin | Könnyűsúly  | Cristian Giantomassi (ITA) · 12–11 | Leonard Doroftei (ROU) · 1–10 | kiesett           | kiesett           | kiesett           | 9.       |
| Nurbek Kaszenov  | Váltósúly   | Shane Heaps (TGA) · 11–2           | Nariman Atayev (UZB) · 7–11   | kiesett           | kiesett           | kiesett           | 9.       |
| Andrej Kurnyavka | Nehézsúly   | Félix Savón (CUB) · 3–9            | kiesett                       | kiesett           | kiesett           | kiesett           | 17.      |

## Öttusa
| Versenyző    | Lövészet | Lövészet | Lövészet | Úszás   | Úszás | Úszás | Vívás    | Vívás | Vívás | Lovaglás | Lovaglás | Lovaglás | Lovaglás | Futás     | Futás | Futás | Összesen    | Összesen |
| Versenyző    | Pontszám | Pont     | Hely.    | Idő     | Pont  | Hely. | Eredmény | Pont  | Hely. | Idő      | Hibapont | Pont     | Hely.    | Idő       | Pont  | Hely. | Összes pont | Helyezés |
| ------------ | -------- | -------- | -------- | ------- | ----- | ----- | -------- | ----- | ----- | -------- | -------- | -------- | -------- | --------- | ----- | ----- | ----------- | -------- |
| Igor Feldman | 170      | 976      | 25.***   | 3:44,17 | 1080  | 32.   | 10–21    | 640   | 29.** | 1:13,65  | 210      | 890      | 28.      | 14:28,870 | 961   | 29.   | 4547        | 30.      |

** - két másik versenyzővel azonos eredményt ért el

*** - három másik versenyzővel azonos eredményt ért el

## Sportlövészet
Férfi
| Versenyző        | Versenyszám           | Selejtező | Selejtező | Döntő   | Döntő    |
| Versenyző        | Versenyszám           | Pont      | Helyezés  | Pont    | Helyezés |
| ---------------- | --------------------- | --------- | --------- | ------- | -------- |
| Jurij Melentyjev | Légpisztoly           | 579       | 12.**     | kiesett | kiesett  |
| Jurij Melentyjev | Szabadpisztoly        | 556       | 20.**     | kiesett | kiesett  |
| Jurij Lomov      | Légpuska              | 587       | 22.*      | kiesett | kiesett  |
| Jurij Lomov      | Sportpuska, fekvő     | 595       | 11.***    | kiesett | kiesett  |
| Jurij Lomov      | Sportpuska, összetett | 1157      | 32.*      | kiesett | kiesett  |

* - két másik versenyzővel azonos eredményt ért el

** - négy másik versenyzővel azonos eredményt ért el

*** - nyolc másik versenyzővel azonos eredményt ért el

## Úszás
Férfi
| Versenyző                                                                       | Versenyszám            | Előfutam | Előfutam | Előfutam | Döntő   | Döntő   | Döntő   | Helyezés |
| Versenyző                                                                       | Versenyszám            | Idő      | Hely.    | Össz.    | Típus   | Idő     | Hely.   | Helyezés |
| ------------------------------------------------------------------------------- | ---------------------- | -------- | -------- | -------- | ------- | ------- | ------- | -------- |
| Vitalij Vasziljev                                                               | 50 m gyors             | 24,54    | 8.       | 52.      | kiesett | kiesett | kiesett | kiesett  |
| Szergej Asihmin                                                                 | 100 m gyors            | 51,07    | 1.       | 29.      | kiesett | kiesett | kiesett | kiesett  |
| Dmitrij Lapin                                                                   | 200 m gyors            | 1:55,52  | 6.       | 38.      | kiesett | kiesett | kiesett | kiesett  |
| Andrej Kvaszov                                                                  | 400 m gyors            | 4:00,69  | 1.       | 26.      | kiesett | kiesett | kiesett | kiesett  |
| Szergej Asihmin Andrej Kvaszov Dmitrij Lapin Vitalij Vasziljev                  | 4 × 100 m gyorsváltó   | 3:30,62  | 7.       | 18.      | kiesett | kiesett | kiesett | kiesett  |
| Szergej Asihmin Andrej Kvaszov Dmitrij Lapin Vitalij Vasziljev                  | 4 × 200 m gyorsváltó   | 8:00,00  | 6.       | 17.      | kiesett | kiesett | kiesett | kiesett  |
| Konsztantyin Prjadkin                                                           | 100 m hát              | 1:00,26  | 2.       | 45.      | kiesett | kiesett | kiesett | kiesett  |
| Jevgenyij Petrasov                                                              | 100 m mell             | 1:07,44  | 8.       | 42.      | kiesett | kiesett | kiesett | kiesett  |
| Konsztantyin Andrjusin                                                          | 200 m pillangó         | 2:01,59  | 4.       | 26.      | kiesett | kiesett | kiesett | kiesett  |
| Konsztantyin Andrjusin Szergej Asihmin Jevgenyij Petrasov Konsztantyin Prjadkin | 4 × 100 m vegyes váltó | 3:56,24  | 6.       | 21.      | kiesett | kiesett | kiesett | kiesett  |

Női
| Versenyző                                                        | Versenyszám          | Előfutam | Előfutam | Előfutam | Döntő   | Döntő   | Döntő   | Helyezés |
| Versenyző                                                        | Versenyszám          | Idő      | Hely.    | Össz.    | Típus   | Idő     | Hely.   | Helyezés |
| ---------------------------------------------------------------- | -------------------- | -------- | -------- | -------- | ------- | ------- | ------- | -------- |
| Viktorija Poljajeva                                              | 100 m gyors          | 59,40    | 4.       | 44.      | kiesett | kiesett | kiesett | kiesett  |
| Olga Korotajeva                                                  | 800 m gyors          | 9:21,20  | 4.       | 27.      | kiesett | kiesett | kiesett | kiesett  |
| Olga Bogatireva Olga Korotajeva Viktorija Poljajeva Olga Tyitova | 4 × 200 m gyorsváltó | 8:45,76  | 6.       | 17.      | kiesett | kiesett | kiesett | kiesett  |
| Okszana Cserevko                                                 | 200 m mell           | 2:57,65  | 2.       | 40.      | kiesett | kiesett | kiesett | kiesett  |
| Olga Bogatireva                                                  | 200 m vegyes         | 2:26,42  | 1.       | 39.      | kiesett | kiesett | kiesett | kiesett  |